# Interfaccia a separatore a permeazione
In spettrometria di massa, l'interfaccia a separatore a permeazione è un'interfaccia non ionizzante posta tra gascromatografo e spettrometro di massa.
Con le colonne capillari  per gascromatografia (flussi < 1 ml/min) non sono più necessarie interfacce e si introduce il campione direttamente nella camera di ionizzazione. Questa e altre interfacce sono quindi state largamente soppiantate.

## Meccanismo
Tra la colonna GC e la camera di ionizzazione si trova una membrana semi-permeabile.
Gli svantaggi di questo tipo di approccio sono: la dipendenza della selettività della membrana da polarità e peso molecolare delle molecole, la scarsa frazione di analita che raggiunge il rivelatore e la lentezza della risposta.